# A 리가
A 리가(리투아니아어: A Lyga)는 리투아니아의 최상위 축구 리그이다. 이 리그는 1991년 독립과 함께 시작되었으며, 현재 최다 우승 팀은 FBK 카우나스이다. 매 시즌은 3월 말이나 4월 초에 시작하게 된다. 러시아와 마찬가지로 추운 지역에 있기 때문에 겨울을 피하여 리그를 진행한다. 이전에도 1927년부터 시작된 구 소련 축구 리그의 하부리그로서 리투아니아 리그는 계속 존재했었다.
2008 시즌은 8팀이 참가하게 된다. 원래는 10개 팀이었지만, 2부 리그의 우승 팀인 FK 알리티스는 리그 규정에 맞는 홈경기장을 확보하지 못해 승격이 안 되었고, 준우승 팀인 FK 로디클리스는 자금 부족으로 승격하지 못하였다. 지난 시즌의 최하위 팀이 강등당하고 원래 9위와 2부 리그 2위와의 플레이오프가 예정되어 있었지만 자금부족의 이유로 플레이오프가 취소되었다. 따라서 2008 시즌은 9개 팀으로 진행하려 하였으나 리그 시작 전에 FK 잘기리스 빌뉴스가 포기하는 바람에 8팀으로 진행하게 되었다.
리그 우승 팀은 UEFA 챔피언스리그 1차예선에 진출하게 되고, 2위팀과 3위팀 및 리투아니아 컵 우승 팀은 UEFA 유로파컨퍼런스리그에 나가게 된다.

## 2020 시즌 참가 클럽
- 2020.[1]

| Klubas                                 | A lyga | UEFA |
| -------------------------------------- | ------ | ---- |
| FK 잘기리스 빌뉴스 (FK Žalgiris)       |        |      |
| FK 수두바 마리얌폴레 (Sūduva)          |        |      |
| FK 파네베지스 (FK Panevėžys)           |        |      |
| FK 리테리아이 (FK Riteriai)            |        |      |
| FK 카우노 잘기리스 (FK Kauno Žalgiris) |        |      |
| FK 방가 가르그주다이 (FK Banga)        |        |      |